# Harrisina
Harrisina é um gênero de traça pertencente à família Arctiidae.